# Triều Tiên Triết Tông
Triều Tiên Triết Tông (25 tháng 7, 1831 - 16 tháng 1, 1864) tên thật là Lý Biện (Yi Byeon; 李昪), là vị vua thứ 25 của nhà Triều Tiên, cai trị từ năm 1849 - 1864. Cha của ông là Toàn Khê Đại viện quân, mẹ là Long Thành phủ Đại phu nhân Liêm thị. Sau khi vua Triều Tiên Hiến Tông băng hà, ông kế nhiệm. Sau này, người kế vị ông là Triều Tiên Cao Tông xưng Đế, lập ra đế quốc Đại Hàn.

## Lý lịch
Triết Tông sinh năm 1831 ở phủ Hán Thành, là con trai thứ ba và cũng là con của Toàn Khê Đại viện quân Lý Khoáng với Long Thành phủ Đại phu nhân Liêm Thị. Tên thật của ông là Yi Won Beom, sau này khi lên ngôi mới đổi thành Yi Byeon.
Vào tháng 8 năm 1841, Min Jin Yeong và Yi Won Deok âm mưu đảo chính để lập Yi Won Gyeong là con hợp pháp của Toàn Khê Đại viện quân, làm vua. Yi Won Gyeong là anh em họ của vua Triều Tiên Hiến Tông và là cháu chắt của vua thứ 21 Triều Tiên Anh Tổ. Tuy nhiên, cuộc đảo chính của Min Jin-yong và Lee Won-deok đã bị thất bại và họ đã bị xử tử cùng với Yi Won Gyeong.
Vì cha của ông - Lý Khoáng là con của Ân Ngạn quân Lý Nhân (恩彦君 李䄄) (Con của Thái tử Sado và phi tần), đồng thời bị ảnh hưởng bởi sự việc trên, nên năm 1844, ông bị lưu đày đến đảo Gyo Dong, sau đó chuyển về đảo Gang Hwa, sống cuộc sống không dám mơ đến vương vị.
Cuộc sống lưu đày ở đảo Gang Hwa
Nơi vua Triết Tông từng ở khi bị lưu đày ở đảo Gang Hwa vốn là một căn nhà mái lá. Sau khi ông lên ngôi được 4 năm, Jeong Gi Se đã xây dựng nhà mái ngói ở đây và đặt tên là cung Yong Heung. Ông đã từng bị binh lính và người dân đảo Gang Hwa khinh miệt. Thậm chí còn có kẻ say rượu rồi đến trước cửa nhà ông chửi bới. Nhưng ông cũng chẳng hề để tâm, kể cả sau khi lên ngôi.

## Bối cảnh lên ngôi
Vào đầu thế kỷ 19, gia tộc Kim thị ở An Đông, xuất xứ của nhiều Vương phi nhà Triều Tiên, đã nắm quyền lực ở hầu hết mọi nơi ở đất nước. Sự đình trệ xã hội dẫn đến nảy sinh tình trạng bất ổn. Tham nhũng và tham ô từ kho bạc và việc khai thác đã đến mức cực đoan, và đạt tỷ lệ không thể tin nổi. Nhiều cuộc nổi loạn liên tiếp nhau đã đi kèm với thiên tai. Thật vậy, đó là một trong những thời kỳ rối loạn nhất trong lịch sử đất nước.
Mục đích duy nhất của tộc An Đông Kim thị là duy trì nắm giữ quyền lực. Các chiến dịch khốc liệt của họ để thống trị vương quyền đã dẫn đến tình huống gần như tất cả các thành viên của Vương tộc chạy trốn khỏi Hán Thành. Khi Vương tộc đều có những người thông minh và đủ tư cách để kế vị, nhưng họ bị buộc tội phản quốc và bị xử tử hoặc bị lưu đày. Vì vậy khi Hiến Tông Đại vương qua đời mà không có con nối dõi, nên không thể tìm thấy ai để kế vị ngai vàng

## Cai trị

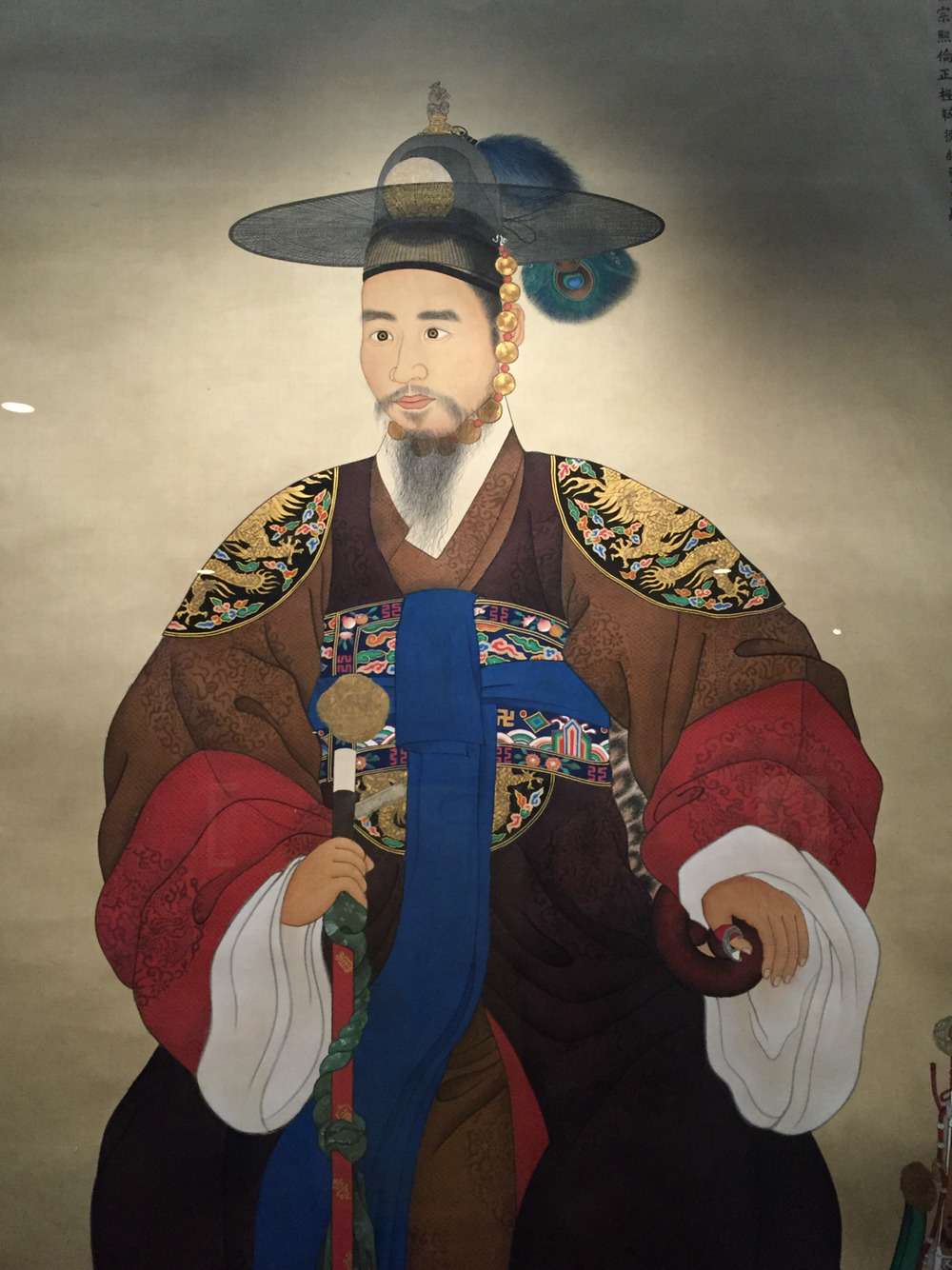
Phục họa Triều Tiên Triết Tông

Triết Tông lên ngôi năm 1849 ở tuổi 19 sau khi Hiến Tông Đại vương qua đời mà không có người kế vị. Là họ hàng xa của Triều Tiên Anh Tổ, vị vua thứ 21 của nhà Triều Tiên, Triết Tông đã được Đại vương đại phi nhiếp chính chọn làm con nuôi vào thời điểm đó và cho phép ông lên ngôi. Triết Tông đã được tìm thấy trên đảo Giang Hoa, nơi gia đình ông đã chạy trốn để tránh bị đàn áp.
Khi các phái viên (được phái đi để tìm kiếm vị vua tương lai) đến đảo Giang Hoa, họ đã tìm thấy những thành viên còn sót lại của Lý thị hầu như sống trong nghèo đói khốn khổ. Năm 1849, ở tuổi 18, Lý Biện (Yi Byeon / Seong (sau này là Triết Tông), con trai thứ 3 của Toàn Khê Đại viện quân Lý Khoáng (cháu của vua Anh Tổ), được tuyên bố là Vua, trong hoàn cảnh túng quẫn và nghèo đói. Mặc dù từ đầu triều đại, các vị vua nhà Triều Tiên đã ưu tiên hàng đầu cho việc giáo dục con trai của họ, thế nhưng Triết Tông thậm chí không thể đọc được một từ nào trên giáo chỉ mừng việc đăng quang của mình.
Đối với An Đông Kim thị, Triết Tông là một lựa chọn tuyệt vời. Sự mù chữ của nhà vua khiến ông dễ bị kiểm soát và thao túng. Bằng chứng về điều này là mặc dù Triết Tông cai trị đất nước trong 13 năm, cho đến những ngày cuối cùng, nhà vua vẫn chưa học được cách đi đứng hay cách mặc quần áo của một Quân vương. Dù đã mặc cả những chiếc áo sang trọng nhất, ông vẫn trông như thế một ngư dân.
Là một phần trong sự thao túng Triết Tông của An Đông Kim thị, vào năm 1851, gia tộc họ đã sắp xếp nhà vua kết hôn với con gái của Kim Vấn Căn, một thành viên của gia tộc An Đông Kim thị, sau này là Triết Nhân Vương hậu.
Triết Tông Đại vương băng hà ở tuổi 32 vào tháng 1 năm 1864 (nghi ngờ là bị ám sát bởi An Đông Kim thị, gia tộc đã đưa ông lên ngai vàng), không có người thừa kế nam đủ điều kiện lên ngôi, vì con trai duy nhất của ông được sinh ra do một hậu cung thấp hèn, và không phải con của Triết Nhân Vương hậu. Một lần nữa, lại phải tìm kiếm trong dòng dõi Vương tộc Lý thị một ứng cử viên cho ngai vàng. Sau khi mất, ông được truy miếu hiệu là Triết Tông, thụy hiệu là Hi Luân Chính Cực Túy Đức Thuần Thánh Khâm Mệnh Quang Đạo Đôn Nguyên Chương Hóa Văn Hiển Vũ Thành Hiến Nhân Anh Hiếu Đại vương (熙倫正極粹德純聖欽命光道敦元彰化文顯武成獻仁英孝大王).

## Gia đình
- Tổ phụ: Ân Ngạn quân
- Cha: Toàn Khê Đại viện quân (전계대원군, Jeon-gye dae-won-gun; 1785–1841) Lý Khoáng /Yi Gwang
- Mẹ: Long Thành phủ Đại phu nhân họ Liêm (용성부대부인 염씨, Yongseong-bu dae-bu-in Yeom-sshi; 1793–1834)
- Huynh đệ:
  - Hoài Bình quân (1827-1844)
  - Vĩnh Bình quân (1828-1901)
- Thê thiếp và hậu duệ:

1. Triết Nhân Vương hậu họ Kim (철인왕후 김씨, Cheon-in wang-hu Kim-sshi; 1837–1878): con gái của Kim Vấn Căn (김문근, Kim Mun-geun) và phu nhân Mẫn thị. Thuộc dòng họ Kim ở An Đông, được sắc phong làm Vương phi năm 1851
  1. Nguyên tử Lý Long Tuấn (Yi Yung-jun, 이융준) (22 tháng 11 năm 1858 - 25 tháng 5 năm 1859)
2. Triết Mẫn Nghi tần Triệu thị (Cheolmin Uibin) Jo-sshi: 1842 – 1865), nguyên quán Phong Nhưỡng Triệu Thị
  1. Vương tử không tên (07 tháng 11 năm 1859 - ?)
  2. Vương tử không tên (15 tháng 1 năm 1861 - ?)
  3. Vương tử không tên (3 tháng 8 năm 1854 - ?)
3. Quý nhân họ Triệu (귀인 조씨, Gwi-in Jo-sshi: 1842 – 1865), nguyên quán Bình Nhưỡng Triệu Thị.
4. Quý nhân họ Lý (귀인 이씨, Gwi-in Yi-sshi), 
  1. Vương tử không tên (01 tháng 10 năm 1862 - ?)
  2. Vương nữ không tên
5. Thục nghi họ Phương (숙의 방씨, Suk-ui Bang-sshi: ? – 1878), nguyên quán Ôn Dương Phương thị.
  1. Vương nữ không tên (1850 – ?)
  2. Vương nữ không tên (1853 – ?)
6. Thục nghi họ Phạm (숙의 범씨, Suk-ui Beom-sshi), nguyên quán Cẩm Thành Phạm thị.
  1. Vĩnh Huệ ông chúa (영혜옹주, Yeong-hye ong-ju; 1859 - 4 tháng 7 năm 1872): tháng 2 năm 1872 thành hôn với Cẩm lăng úy Phác Vịnh Hiếu (박영효, Park Yeong-hyo)
7. Thục nghi họ Kim (궁인 김씨, Suk-ui Kim-sshi: 1833 – ?), nguyên quán Kim Hải Kim thị.
  1. Vương nữ không tên (1856 – ?)
  2. Vương nữ không tên
8. Cung nhân họ Lý (궁인 이씨, Gung-in Yi-sshi)
  1. Vương tử (8 tháng 8 năm 1862 - ?)
9. Cung nhân họ Phác (궁인 박씨, Gung-in Park-sshi)
  1. Vương nữ không tên

## Thụy hiệu
철종희륜정극수덕순성문현무성헌인영효대왕

熙倫正極粹德純聖欽命光道敦元彰化文顯武成獻仁英孝大王

Hi Luân Chính Cực Túy Đức Thuần Thánh Khâm Mệnh Quang Đạo Đôn Nguyên Chương Hóa Văn Hiển Võ Thành Hiến Nhân Anh Hiếu Đại vương